# Pinhel
Pinhel este un oraș(Pt.cidade) în Portugalia (Pt.Portugal).
Populacion de la oras(cidade de Pinhel)aproximadamente 3,500
Region:Centro;subregion:Beira Interior Norte
Distrito da Guarda;Comunidade urbana:Beiras
Zona vinicula:Riba-Coa (Terras de Riba-Coa).

## Personalități născute aici
- José Dias Coelho (1923 - 1961), pictor, sculptor, militant antifascist.